# 待労院
待労院（たいろういん）は、熊本県熊本市西区にあったカトリック系のハンセン病療養所（診療所）である。フランス人宣教師ジャン・マリー・コール神父（Jean Marie Corre、1850年6月28日 - 1911年2月9日）によって創設され、私立のハンセン病療養所として、114年間にわたって救らい活動を行った。
なお、現在「こうのとりのゆりかご」で知られる慈恵病院の前身「慈恵診療所」は、同じ1898年（明治31年）10月に同一敷地内に、同じ創立者（コール神父と5人の修道女）によって設立された病院である。

## 概要
当初は本妙寺に集まる患者を施療したことから始まる。小倉の第12師団軍医部長となった森鷗外が、1899年（明治32年）の修道女の看護活動を「小倉日記」で次の通り称えている。

「既に寺に近付けば乞食漸く多く、乞食中にはらい人多し。本妙寺畔に救らい院あり、加特力教「フランシスカアネル」派 Franciscaner ordon の仏蘭西教女子数人の経営になる。医学あるものにあらずと雖も、間？薬を投ず。その功績賞するに堪えたるものあり。

1952年（昭和27年）からは琵琶崎待労病院、1996年（平成8年）からは待労院診療所と改名した。1948年（昭和23年）には入所者数121名を数えたが、ハンセン病患者の減少と入所者の高齢化により徐々に入所者は減少し、1992年（平成4年）7月31日時点では、男性7名、女性9名、合計16名、平均年齢68.9歳となっていた。2012年（平成24年）に最後の入所者が国立療養所菊池恵楓園に転園したことにより、入所者が0名となった。2013年（平成25年）1月10日に廃止届を提出し、114年の歴史に幕を閉じた。最後の運営主体は社会福祉法人聖母会であった。2013年現在、旧教会に資料館が設立されている。

## 歴史
| 年                 | 入院者数 |
| ------------------ | -------- |
| 1898年（明治31年） | 35人     |
| 1908年（明治41年） | 40人     |
| 1918年（大正07年） | 45人     |
| 1928年（昭和03年） | 75人     |
| 1938年（昭和13年） | 83人     |
| 1948年（昭和23年） | 121人    |
| 1958年（昭和33年） | 70人     |
| 1968年（昭和43年） | 51人     |
| 1978年（昭和53年） | 29人     |
| 1988年（昭和63年） | 20人     |
| 1998年（平成10年） | 13人     |
| 2008年（平成20年） | 8人      |

- 1875年（明治08年） - コール神父来日、長崎へ派遣
- 1889年（明治22年） - 熊本へ派遣、南九州地区長として到着。手取教会創立。本妙寺近くに小さな家を借り患者の施療と布教に専念した。しかしすぐ手狭になる[5]。
- 1896年（明治29年） - コール神父、花園町中尾丸に土地を購入。
- 1898年（明治31年）10月19日 - マリアの宣教師フランシスコ修道会会員5名熊本に到着。
- 1898年（明治31年）11月03日 - 診療開始
- 1900年（明治33年） - 欧米よりの寄付により現在の島崎6丁目1番27号の約15000坪の土地（細川家家老柏原家の一部を含む）を購入。[8]
- 1901年（明治34年） - 琵琶崎に病院を新築。待労院と命名。
- 1906年（明治39年） - コール神父藍綬褒章受章
- 1919年（大正08年） - マリー・ヒルヤネラール師2代院長に就任。
- 1921年（大正10年） - マリー・ヒヤシンタ師第3代院長に就任。
- 1929年（昭和04年） - マリー・アポリナリア師第4代院長に就任。
- 1932年（昭和07年） - マリー・メルセデス師第5代院長に就任。
- 1937年（昭和12年） - マリー・デュ・ディバン・パスツール第6代院長に就任。
- 1945年（昭和20年） - 外国人シスター10名英彦山へ強制疎開。
- 1947年（昭和22年） - マリー・ステルデルゼ第7代院長に就任。
- 1948年（昭和23年）12月末 - プロミン治療開始。
- 1952年（昭和27年） - 待労院を琵琶崎待労病院と改称。
- 1953年（昭和28年） - マリー・アポリナリア第8代院長に就任。
- 1955年（昭和30年） - 他施設の医師の協力が盛んとなる。この年成田稔の形成外科手術が始まり、10年続いた。
- 1960年（昭和35年） - マリー・フランシスコ、永井深第9代院長に就任。
- 1963年（昭和38年） - 早朝に発生した火災で管理棟、病棟、診療室を焼失、負傷者0名
- 1964年（昭和39年）08月22日 -
- 1966年（昭和39年） - マリア・ルイザ・川原ユキエ第10代病院長に就任
- 1968年（昭和43年） - マリア・ジョセフィナ板倉和子第11代病院長に就任
- 1976年（昭和51年） - 郡一第12代院長就任
- 1996年（平成08年） - 琵琶崎待労病院、待労院診療所となる
- 1998年（平成10年） - 創立百周年記念
- 2007年（平成19年） - 上妻（こうづま）昭典院長就任
- 2012年（平成24年）11月02日 - 最後の入所者が国立療養所菊池恵楓園へ転園、入所者0名となる
- 2013年（平成25年）01月10日 - 閉鎖届提出

## 運営上の危機

### 第二次世界大戦の影響
百年の間に病院の危機がいくつかあった。一度目の危機は第二次世界大戦中によるものである。創立以来外国人が院長であり、外国から寄付を頼っていた。1941年頃より外国人に対する警察の目が光り、終戦直前には外国人修道女たちは英彦山に強制疎開となり、残された日本人修道女によって運営が継続された。創立以来他の事業を閉鎖してでも患者の面倒を最後の一人までみるとした。乳牛大小11頭を飼い、乳搾り、兎60羽、羊8頭、鶏30羽、親豚8、子豚20頭、米80俵、麦、みそ、野菜、果物も自給自足とした。

### 火災による焼失
二度目の危機は1963年に発生した病院火災である。1963年（昭和38年）6月18日早朝に火災が発生、漏電により管理棟、病棟、治療室などを焼失したが、人的被害はなかった。他のハンセン病療養所と異なり、市街地にあることから住民の一部から再建反対の声もあったが、関係者の努力により再建された。鉄筋コンクリート造2階建の病院管理棟、病棟、治療棟が新築され、1964年（昭和39年）8月22日に落成、落成式には秩父宮妃の臨席を賜った。

## 病院関係者

### コール神父
コール（コルレとも）神父はマリアの宣教者フランシスコ修道会所属。フランスのブリュターニュ生まれ。1876年長崎に上陸し、熊本へは1889年に入る。保守思想が強い熊本では、9カ月の間に6回も転居を迫られたという。本妙寺中腹の中尾丸に施療活動を開始したが、すぐ手狭になり、島崎町琵琶崎に土地を購入した。最初は熊本のイエズス会の修道女2名、伝道婦2名の助けのもとに、治療、ミサ、聖祭、キリスト教講話、洗礼などに力を注いだが、過労に陥り、1897年ローマ教皇庁に修道女の派遣申請をした。

### 5人のシスター
マリアの宣教者のフランシスコ修道会の本部はローマにある。同修道会の会長、御苦難のマリア修道女（マリー・ヘレン・ド・シャボテン）は日本の救らい事業についての相談を受け、直ちに快諾した。5人のシスターが熊本に到着した1898年10月19日を記念日とした。
- 院長のマリー・コロンブ Maria Colombe de Jesuis（フランス人） :26歳。20年後フランスに帰り死去。
- 副院長のマリー・ベアタ Maria Beata de Immaculee Conception（カナダ人） :25歳。1960年琵琶崎で死去。(1874.10.9 - 1960.4.19)
- マリー・ビュルテー Maria de la Purete（フランス人） :25歳。1906年人吉に赴任。60歳で死去。(1875.3.19-1933.8.16)
- マリー・アニック Maria Annick（フランス人） :30歳。52歳琵琶崎で死去。(1897 - 1919.12.24)
- マリー・トリフィン Maria Trifine（フランス人） :25歳。1年後中国に派遣。

2010年3月21日現在、待労院の墓所には31名の外国人と76名の日本人の名前が記載されている。